# خس‌خس

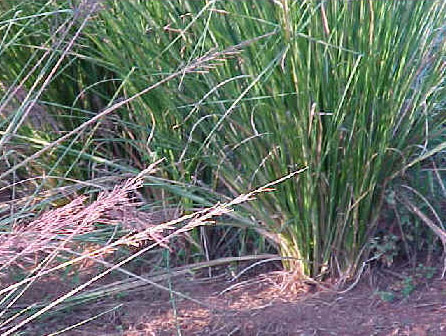
گیاه خس‌خس

گیاه خس‌خس یا وتیور (Vetiver) بومی جنوب و جنوب شرقی آسیا بوده و در طول قرن‌ها برای مشخص نمودن مرزها بر روی خطوط مشخصی که نمایان‌گر آن بود کاشته می‌شده‌است. از شاخه و برگ و ریشهٔ آن به دلیل داشتن بوی مطبوع، برای مصارف گوناگون مورد استفاده قرار می‌گیرد به‌گونه‌ای که از عصاره و روغن آن که از ریشه استخراج می‌شود در کارخانهٔ عطر و ادکلن‌سازی استفاده می‌شود و از شاخ و برگ آن در صنایع دستی برای ساخت کلاه، کیف دستی، طناب و غیره به‌کار گرفته می‌شود. 
همچنین از شاخ و برگ آن برای پوشش سقف و به صورت مالچ طبیعی در کف اصطبل و به عنوان علوفه برای تعلیف مورد استفادهٔ دام قرار می‌گیرد. این گیاه در جنوب و جنوب شرقی آسیا، آفریقا، سواحل اقیانوس آرام، استرالیا، آمریکا و آمریکای جنوبی به منظور استفاده از شاخ و برگ و ریشهٔ آن کشت و مورد بهره‌برداری قرار می‌گیرد.
خس‌خس یکی از گیاهانی است که چشم‌انداز امیدبخشی را در مبارزه با تخریب زمین گشوده‌است، این گیاه یک گیاه گرمسیری است که به‌طور طبیعی در خیلی از مناطق جهان می‌روید و دامنهٔ رویش این گیاه می‌تواند از ارتفاعات تا اراضی مسطح با انواع خاک‌ها در حالت‌های مختلف را عنوان نمود که در آن‌ها از خود سازگاری نشان داده‌است. یکی از گونه‌های آن که خیلی سریع استقرار می‌یابد و به رشد خود ادامه می‌دهد گونهٔ Vetiveria Zizonioides است که معمولاً برای جلوگیری از فرسایش خاک و روان آب در اراضی شیبدار بر روی خطوط تراز کاشته می‌شود و خیلی سریع به صورت یک دیوار سبز در دامنه‌های شیب‌دار خودنمایی می‌کند و چنان‌چه با فاصله از یکدیگر کاشت گردد و به صورت انبوه در نقاط کاشته شود با قطری حدود ۳۰ سانتی‌متر ظاهر می‌شود و ارتفاع آن به ۵۰ تا ۱۵۰ سانتی‌متر که برگ‌های آن به‌طور مستقیم بر روی ساقه به صورت خشبی به‌طول ۷۵ سانتی‌متر و عرض ۸ میلی‌متر دیده می‌شود.
حداکثر گسترش ریشهٔ آن ۳–۴ متر در عمق و از طرفین ۵۰ سانتی‌متر است که بدین ترتیب باعث حفظ خاک و آب می‌شود. این گیاه می‌تواند جانشین ساده و ارزان‌قیمتی برای دیواره‌های خاکی که به منظور کاهش فرسایش خاک سطحی در مزارع شیبدار ساخته می‌شوند باشد. هزینهٔ آن بین «۱ تا ۱۰» درصد سایر روش‌ها است و هیچ‌گونه نگهداری هم لازم ندارد. به نظر می‌رسد که خس‌خس در هر آب و هوایی می‌تواند زندگی کند و حتی در خشکسالی‌های هندوستان هم خود را توانا نشان داده‌است.
این گیاه به‌علت ویژگی خاصی که در ریشه و شاخ و برگ آن وجود دارد برای اصلاح و احیاء اراضی که تخریب شده‌اند به‌کار گرفته می‌شود و در خیلی از مناطق در دنیا از جمله آمریکای جنوبی، فیجی، هند، آفریقا، استرالیا، مالزی و تایلند علاوه بر اصلاح و احیاء زمین‌های تخریب شده برای استفاده از شاخ و برگ و ریشهٔ آن به‌خصوص برای اسانس و روغنی که در ریشهٔ آن وجود دارد و در صنایع عطر و ادکلن‌سازی کاربرد دارد، کاشته می‌شود.
این گیاه در طول ۵۰ سال گذشته در راستای اهداف آبخیزداری و حفظ آب و خاک در دنیا از جایگاه مطلوبی برخوردار بوده و به آن توجه خاصی می‌شود و از سال ۱۹۸۰ مورد توجه بانک جهانی قرار گرفته و تحت عنوان Vetiver grass technology. VGT به عنوان حفاظت از محیط زیست آن را در دنیا ترویج می‌کند. وقتی این گیاه به صورت نوار در روی خطوط تراز کاشته می‌شود در حفظ آب و خاک نقش به‌سزایی داشته و مانند یک سد زنده عمل می‌کند که هم باعث تجمع رسوبات دانه‌ریز و درشت و هم منجر به پخش آب می‌شود. 
این گیاه فقط از طریق تقسیم ریشه تولید مثل می‌کند و خطری هم از بابت رشد خارج از کنترل آن وجود ندارد. وقتی این بوته را در طول حاشیه تپه ماهورها بکاریم و پرچین پیوسته‌ای به وجود آوریم در واقع یک سد گیاهی درست می‌شود که گریز آب را کند می‌کند و باعث پخش شدن آب باران و تراوش آن در مزرعه می‌شود و بالاخره رسوبات را در پشت خود به دام می‌اندازد و بدین ترتیب یک تراس طبیعی ایجاد می‌کند.

## صنعت عطرسازی
این گیاه دارای رایحه‌های متفاوتی است که یکی از دلایل آن وابسته به نوع خاک یا در واقع کشور تولیدکننده این محصول است. به این ترتیب خس‌خسی که در کشور اندونزی تولید می‌شود با آنچه که در ماداگاسکار تولید می‌گردد رایحه‌ای متفاوت خواهد داشت. از سایر دلایل تفاوت در رایحه می‌توان به: سن گیاه، استفاده از برگ یا ریشه و کیفیت اسانس گرفته شده نیز اشاره کرد.
خس‌خس هائیتی
خس‌خس تولید شده در هائیتی دارای دو نوع است که مدل وحشی آن، بیشترین کاربرد را دارد. هائیتی وحشی دارای حسی با طراوت، تمیز و سبز، رقیق و ملایم و به میزان کمی میوه‌ای ست. پس همواره گیاه خس‌خس دارای عطری دودی و خاکی نیست. Guerlain Vetiver بهترین نمونه از خس‌خس وحشی هائیتی است. به کار رفته در Lalique Encre Noir
خس‌خس اندونزی
این نوع از Vetiver دارای رایحه‌ای خاکی بوده، کاملاً عطری از چوب و مشک را در خود دارد و تا حد بسیار کمی دارای عطر دودی نیز هست.
خس‌خس بربن دارای رایحه‌ای نرم و ملایم، گرم با لمس کوچکی از دود می‌باشد. به کار رفته در عطر Lalique Encre Noir
خس‌خس سریلانکا
این نوع از خس‌خس بیش از هر چیز به عطر چوب شباهت دارد، چوب‌های بریده شده! این رایحه عموماً جایگزین اسانس چوب، خصوصاً چوب صندل در عطرها می‌شود.
خس‌خس ماداگاسکار 
عطری تمیز و خاکی دارد. کمی چوبی است و نسبت به سایر انواع خود دارای طعمی شیرین است.
خس‌خس هندوستان
قوی‌ترین و سنگین‌ترین نوع خس‌خس که رایحه‌ای بسیار خاکی و غلیظ دارد.

## شرایط رویش
خس‌خس گیاهی است که با انواع خاک‌ها و اقلیم خود را وفق می‌دهد و در آن رشد می‌کند، این گیاه در انواع خاک‌های اسیدی، بازی، قلیایی و شور استقرار می‌یابد و در خاک‌هایی که درصد فلزات سنگین آن‌ها مانند آلومینیم، منگنز و غیره بالا است نیز سازگاری و مقاومت از خود نشان می‌دهد. این گیاه در مناطقی که میزان بارندگی در آن‌ها ۴۵۰ تا ۵۰۰ میلی‌متر است به خوبی رشد می‌کند و پس از رشد در مقابل خشکی مقاومت می‌کند و از ۱۰ - درجهٔ سانتی‌گراد تا ۵۰ درجهٔ سانتی‌گراد را به خوبی تحمل می‌کند در عین حالی که در بعضی از منابع ۱۵ - درجهٔ سانتی‌گراد تا ۵۵ درجهٔ سانتی‌گراد عنوان شده‌است. خس‌خس در حالت سبز، در مقابل آتش‌سوزی مقاوم بوده و به آسانی آتش نمی‌گیرد و در مقابل حشرات و نماتودها نیز مقاوم است. خس‌خس در مقابل سایه بسیار حساس بوده و رشد آن را به تأخیر می‌اندازد و این عمل در گیاهان جوان بیشتر محسوس است.

## کاشت
کاشت گیاه خس‌خس در موارد زیر با موفقیت توأم بوده‌است
- تثبیت گالی (جلوگیری از بسط و توسعه آن).
- تثبیت آبراهه‌ها و کانال‌های زهکش.
- جلوگیری از تخریب و تثبیت مناطقی که در اثر رطوبت و خیس شدن خرد شده و ریزش می‌کنند.
- بهبود کیفیت رواناب‌هایی که حاوی مواد شیمیایی کشاورزی هستند (کود شیمیایی و سموم کشاورزی) به وسیلهٔ فیلتر شدن آن توسط گیاه خس‌خس.
- اصلاح و احیاء مناطقی که محل انباشت زباله یا آشغال قدیمی بوده‌است.
- اصلاح و احیاء زمین‌های تخریب شده در اثر استخراج مواد معدنی.
- پخش کردن آب‌های حاصل از بارندگی و رواناب‌ها.
- اصلاح خاک‌های اسیدی و سولفاتی و کنترل در فرسایش آن.
- اصلاح و احیاء اراضی و معادن بهره‌برداری شده پس از بهره‌برداری.
- تصفیه و کاشت آلاینده‌های موجود در فاضلاب دامداری‌ها و کارخانجات به وسیلهٔ کاشت خس‌خس در اطراف کانال‌های انتقال.

## حفاظت و نگهداری
پس از استقرار نیاز به نگهداری و مراقبت چندانی ندارد، چنان‌چه گیاه خس‌خس به منظور کنترل گالی (گالی‌زدایی) و زمین‌های تخریب شده کاشت گردد چنان‌چه خاک فقیر باشد گیاه نیاز به کود دارد که تا استقرار کامل آن باید دو مرتبه در سال به آن کود داده شود و زمان آن یک مرتبه در اوایل تابستان و مرتبهٔ دیگر در آخر تابستان است و کود مورد نیاز آن (di-ammonium- phosphate) است و مقدار آن ۱۰۰ گرم در طول یک متر توصیه می‌شود. چنان‌چه خاک فقیر نباشد تا استقرار کامل گیاه خس‌خس برای هر متر در طول ۵۰ گرم برای چند ماه عنوان شده‌است از طرفی چون گیاه به سایه حساس است، در سال اول مبارزه با علف‌های هرز ضروری است.

## کاربردها

### شاخ و برگ
- شاخ و برگ گیاه خس‌خس منجر به جمع شدن رسوبات در پشت آن و کنترل هرز آب می‌شود.
- از شاخ و برگ آن برای عایق‌بندی سقف‌ها استفاده می‌شود.
- شاخ و برگ آن به‌عنوان مادهٔ خام در صنایع کاغذسازی مورد استفاده قرار می‌گیرد.
- از شاخ و برگ آن در صنایع دستی برای بافتن سبد، کلاه، طناب و غیره استفاده می‌شود.
- شاخ و برگ آن را به عنوان علوفه در تعلیف گاو، گوسفند، اسب و سایر دام‌های مشابه قرار می‌گیرد.
- از شاخ و برگ آن به عنوان مالچ گیاهی برای کف اصطبل استفاده می‌شود.
- از شاخ و برگ آن به عنوان منبعی برای کاشت انواع قارچ‌ها و تولید کود گیاهی مورد استفاده قرار می‌گیرد.

### ریشه
- ریشه باعث جذب و نگهداری رطوبت خاک می‌شود.
- باعث جذب مواد غذایی و معدنی موجود در عمق خاک و سپس پراکنش آن در سطح خاک و در نتیجه تقویت خاک می‌گردد.
- باعث جذب مواد شیمیایی سمی کشاورزی مانند کودهای شیمیایی، علف‌کش‌ها و حشره‌کش‌ها که در خاک باقی می‌مانند می‌شود.
- از ریشهٔ آن انواع بادبزن، کیف دستی، حصیر و پرده بافته می‌شود.
- از ریشهٔ آن برای حفاظت و نگهداری از پوست به‌صورت پودر استفاده می‌شود.
- از روغن و عصارهٔ آن در صنایع عطر و ادکلن‌سازی استفاده می‌شود.
- برای از بین بردن و دور نمودن حشرات و جوندگان استفاده می‌شود.

## نتیجه‌گیری
با توجه به این‌که به‌نظر می‌رسد گیاه خس‌خس در هر اقلیمی می‌تواند زندگی کند و حتی در خشکسالی‌های هندوستان خود را توانا نشان داده‌است:
- کاشت آن برای کنترل گالی و جلوگیری از گالی‌زایی در مناطقی مانند گنبد در استان گلستان و سایر مناطق مشابه که دارای بارندگی کافی هستند توصیه می‌شود.
- کاشن آن برای اصلاح و احیاء اراضی تخریب شده و جلوگیری از بیابان‌زایی می‌تواند مؤثر باشد.
- در جلوگیری از فرسایش بادی و آلودگی هوا نیز مؤثر است.
- در اصلاح و احیاء خاک‌های اسیدی و سولفاتی از اهمیت خاصی برخوردار است.
- در نهایت استفاده از شاخ و برگ و ریشهٔ آن در تولیدات صنعتی و غیر صنعتی و ایجاد اشتغال از اهمیت خاصی برخوردار است.